# Алтайская улица (Томск)
Алта́йская у́лица улица в Томске, начинается от Аптекарского переулка, заканчивается в месте соединения улицы Елизаровых и улицы Балтийской.

## История
Первое название (Христорождественская) получила по существовавшему здесь деревянному храму Рождества Христова бывшего женского Рождественского монастыря (закрытого в 1776 году). В 1810 году на его месте была возведена каменная Никольская церковь.
В 1860-х годах стала называться Бочановской, по имени местного домовладельца. В 1900 году, по просьбе жителей, улица переименована в Никольскую.
До 1917 года на улице работали разные мелкие производства.
Современное название получила 25 июня 1929 года.

## Достопримечательности

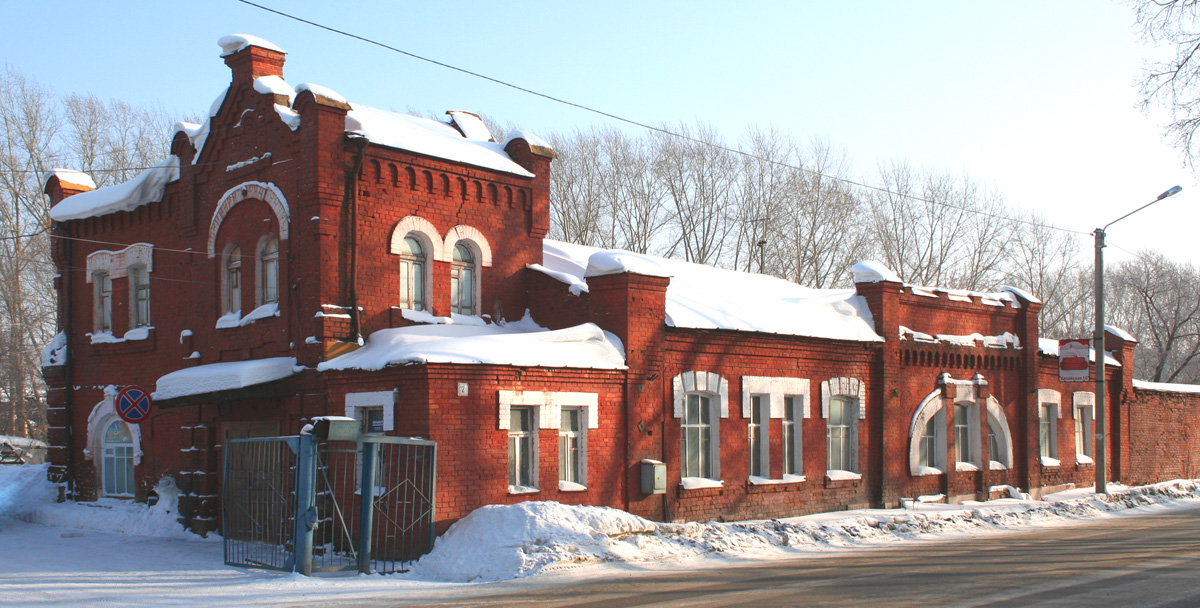
бывшие бани Муковозова. Начало Алтайской улицы

д. 2 — бывшие бани Муковозова (1907)
д. 47 — Петропавловский собор (архитектор А. И. Лангер)  № 7000088000
д. 56 — бывшая Мухиноборская школа (1911—1913, архитектор В. Оржешко). В школе учился Герой Советского Союза И. С. Черных.  № 7000008000
В д. 105 находится мастерская известного томского скульптора Леонтия Усова.

## Казусы
Один из рабочих в кузнице Эсаулова, что на Никольской улице, изобрел очень оригинальный и глупый способ развлекать свою особу: он обсыпает сажей проходящих мимо кузницы школьников или издевается над ними, вообще, как говорят, «не дает проходу». Не мешало бы поунять его.— Кузнец «забавляется» : Томская хроника. Сибирская жизнь. −1903. — № 226 (17 окт.). — С. 3.